# Приволжское сельское поселение (Волгоградская область)
Приво́лжское се́льское поселе́ние — муниципальное образование в Светлоярском районе Волгоградской области Российской Федерации.
Административный центр — посёлок Приволжский.

## Население
| 2010  | 2012  | 2013  | 2014  | 2015  | 2016  | 2017  |
| ----- | ----- | ----- | ----- | ----- | ----- | ----- |
| 2292  | ↘2240 | ↘2193 | ↘2115 | ↘2107 | ↘2067 | ↘2018 |
| 2018  | 2019  | 2020  | 2021  |       |       |       |
| ↘2005 | ↘1981 | ↗1984 | ↘1959 |       |       |       |

## Состав сельского поселения
| № | Населённый пункт   | Тип населённого пункта          | Население |
| - | ------------------ | ------------------------------- | --------- |
| 1 | Краснопартизанский | посёлок                         | 97        |
| 2 | Луговой            | посёлок                         | 467       |
| 3 | Новосад            | посёлок                         | 508       |
| 4 | Приволжский        | посёлок, административный центр | 1220      |

## Транспорт
Территорию сельского поселения пересекает федеральная автодорога Волгоград — Элиста.